# Variedad subriemanniana
En matemática, una variedad subriemanniana es un cierto tipo de generalización de una variedad de Riemann. A grandes rasgos, para medir distancias en una variedad subriemanniana, solo se permite moverse a través de curvas tangentes a los llamados subespacios horizontales.
Las variedades subriemannianas (y, a fortiori, también las variedades Riemannianas) poseen una métrica intrínseca llamada métrica de Carnot–Carathéodory. En estos espacios métricos, la dimensión de Hausdorff es siempre un entero más grande que su dimensión topológica (a menos que sea una variedad riemanniana propiamente).
Las variedades subriemannianas se encuentran a menudo durante el estudio de sistemas constreñidos en mecánica clásica, tales como el movimiento de vehículos en una superficie, el movimiento de brazos mecánicos o la dinámica orbital de satélites. Cantidades geométricas tales como la fase geométrica, pueden ser estudiadas dentro del lenguaje de la geometría subriemanniana. El grupo de Heisenberg, dentro de la mecánica cuántica, posee una estructura subriemanniana natural.

## Definiciones
Por una distribución sobre {\displaystyle M} se entiende un subfribado del fibrado tangente de {\displaystyle M}.
Dada una distribución {\displaystyle H(M)\subset T(M)}, un campo vectorial en {\displaystyle H(M)\subset T(M)} se llama horizontal. Una curva {\displaystyle \gamma } sobre {\displaystyle M} se llama horizontal si {\displaystyle {\dot {\gamma }}(t)\in H_{\gamma (t)}(M)} para todo 
{\displaystyle t}.
Una distribución sobre {\displaystyle H(M)} se llama completamente no-integrable si para todo {\displaystyle x\in M} se cumple que todo vector tangente puede representarse como una combinación lineal de vectores del tipo {\displaystyle A(x),\ [A,B](x),\ [A,[B,C]](x),\ [A,[B,[C,D]]](x),\dots \in T_{x}(M)} en donde todos los campos vectoriales {\displaystyle A,B,C,D,\dots } son horizontales.
Una variedad subriemanniana es una tripla {\displaystyle (M,H,g)}, donde {\displaystyle M} es una variedad diferenciable, {\displaystyle H} es una distribución "horizontal" completamente no-integrable y {\displaystyle g} una sección suave de formas cuadráticas definidas positivas.
Toda variedad subriemanniana posee la métrica intrínseca, llamada la métrica de Carnot–Carathéodory, definida como
{\displaystyle d(x,y)=\inf \int _{0}^{1}{\sqrt {g({\dot {\gamma }}(t),{\dot {\gamma }}(t))}},}
donde el ínfimo se toma a lo largo de todas las curvas horizontales {\displaystyle \gamma :[0,1]\to M} 
tal que {\displaystyle \gamma (0)=x}, {\displaystyle \gamma (1)=y}.

## Ejemplos
La posición de un auto en el plano está determinada por tres parámetros: dos coordenadas {\displaystyle x} e {\displaystyle y} para su localización y un ángulo {\displaystyle \alpha } que describe la orientación del auto.
De este modo, la posición del auto puede ser descrita por un punto en una variedad
{\displaystyle \mathbb {R} ^{2}\times S^{1}.}
Nos podemos preguntar cuál es la distancia mínima para llegar de una posición a otra. Esto define una métrica Carnot–Carathéodory en la variedad
{\displaystyle \mathbb {R} ^{2}\times S^{1}.}
Un ejemplo cercano relacionado de una métrica subriemanniana puede ser construido en un grupo de Heisenberg: se toman dos elementos {\displaystyle \alpha } y{\displaystyle \beta } en la correspondiente álgebra de Lie tales que
{\displaystyle \{\alpha ,\beta ,[\alpha ,\beta ]\}}
generen toda el álgebra. La distribución horizontal {\displaystyle H} generada por desplazamientos por la izquierda de {\displaystyle \alpha } y {\displaystyle \beta } es completamente no-integrable. Al escoger cualquier forma cuadrática positiva lisa en {\displaystyle H} se obtiene una métrica subriemanniana en el grupo.

## Propiedades
Para toda variedad subriemanniana, existe un hamiltoniano llamado el hamiltoniano subriemanniano, construido a partir de la métrica de la variedad. A su vez, todo hamiltoniano cuadrático de este tipo induce una variedad subriemanniana. La existencia de geodésicas correspondientes a las ecuaciones de Hamilton-Jacobi para el hamiltoniano subriemanniano está dada por el teorema de Chow–Rashevskii.